# Liste der Monuments historiques in Labège
Die Liste der Monuments historiques in Labège führt die Monuments historiques in der französischen Gemeinde Labège auf.

## Liste der Bauwerke
| Bezeichnung | Beschreibung                                      | Standort       | Kennzeichnung | Schutzstatus | Datum | Bild           |
| ----------- | ------------------------------------------------- | -------------- | ------------- | ------------ | ----- | -------------- |
| Taubenturm  | Erbaut in der zweiten Hälfte des 18. Jahrhunderts | La Cote (Lage) | PA00094360    | Inscrit      | 1977  | weitere Bilder |